# Anita Superson
Anita Superson es una filósofa y feminista estadounidense. Desarrolla actividades científicas y académicas en el profesorado de filosofía en la Universidad de Kentucky. También fue la profesora visitante de Churchill Humphrey y Alex P. Humphrey de Filosofía Feminista en la Universidad de Waterloo durante el período invernal de 2013.

## Educación y carrera
En 1981, Superson recibió una licenciatura (bachelor) en biología por la DePaul University; y pasó a defender su tesis de M.Sc. en filosofía (con una concentración en ética médica) por la Universidad de Tennessee en Knoxville, en 1985; y un doctorado en filosofía por la Universidad de Illinois en Chicago en 1989.
Actualmente es profesora de filosofía en la Universidad de Kentucky, donde ocupa un cargo docente, desde 1992. Es miembro de facultad afiliada, del Departamento de Estudios de Género y de Mujeres, de la Universidad de Kentucky. También, en el invierno de 2013, tuvo la "Cátedra Churchill Humphrey y Alex P. Humphrey" en Filosofía Feminista en la Universidad de Waterloo. En 2008, también fue profesora visitante en la Universidad de Míchigan, en Ann Arbor. Antes de sus nombramientos actuales, fue profesora adjunta en la Universidad Estatal de Kansas, y también enseñó en la Universidad de Illinois en Chicago; y, en la Universidad de Tennessee, en Knoxville.

## Áreas de estudios
Sus investigaciones, donde aborda temas presentados por el feminismo, especialmente aquellos que se encuentran en la intersección del feminismo con la ética, las ha desarrollado con las herramientas de la filosofía analítica. Ha estado especialmente interesada en temas como: escepticismo moral, autoridad o vinculación moral, internalismo / externalismo, responsabilidades, deseos deformados, privilegios sociales, maldad e inmoralidad; y, autonomía corporal. Su reciente antología intenta documentar el impacto que el feminismo analítico ha tenido en la filosofía general en los últimos años.

## Obra

### Algunas publicaciones
Superson ha escrito un texto - The Moral Skeptic, publicado en 2009. También ha coeditado dos antologías:
- Out from the Shadows: Analytical Feminist Contributions to Traditional Philosophy[3]

- Theorizing Backlash: Philosophical Reflections on the Resistance to Feminism,[4] y publicó una serie de artículos revisados por pares.[1] También ha sido elegida en el Comité editorial de Teaching Philosophy, desde 2006; y, es coeditora de la asignatura para entradas relacionadas con el feminismo en la Stanford Encyclopedia of Philosophy.[1]

### The Moral Skeptic
En The Moral Skeptic realiza un tratamiento de la idea del escepticismo moral, desde un punto de vista feminista. En ella, aunque reconoce que hay problemas inherentes al concepto de la teoría de la justificación, aún persigue sus ideas teóricas, creyendo y aseverando que es una parte central de la filosofía, como para descartarla y que, a pesar de sus problemas, demuestra que es racional ser moral; y, pudiendo tener el efecto de hacer que las personas se comporten de una manera moral. Ella cree que no es posible apoyar la moralidad, argumentando la conveniencia de realizar acciones morales de manera individual, sin tener en cuenta lo que motiva a alguien para realizar esas acciones morales, y cree que tal racionalidad de las acciones y de las motivaciones para hacerlas deben ser evaluadas en conjunto.
Ella critica la presentación común del escéptico moral tradicional, como un actor teórico que pregunta "¿Por qué debo actuar de una manera moral?". Ella cree que ese modelo pasa por alto dos hechos importantes: primero, que las personas a menudo se benefician del privilegio de una manera que no puede ser captada por dicho modelo, y segundo, que las preferencias del escéptico moral teórico pueden ser deformadas por sus propias experiencias opresivas (y por lo tanto, cumplirlos puede que en realidad no maximicen su propio interés.) Ella sugiere que derrotar al escéptico moral requiere probar que el acto de privilegiarse sobre los demás es irracional. Entonces, pretende convencer al lector de que la opresión no solo es inmoral sino también irracional, y cree que hacerlo puede impedir que las personas actúen de manera opresiva. Esta tesis de la Dra. Superson, ha sido criticada por otras éticas feministas, que creen que ella no está lo suficientemente conectada con el mundo real, porque ignora el hecho de que las personas con frecuencia se comportan de manera irracional y con frecuencia continúan comportándose de esa manera, incluso si se dan cuenta de su irracionalidad. Le están criticando su volujntarismo.